# (32970) 1996 QX
1996 QX (asteroide 32970) é um asteroide da cintura principal. Possui uma excentricidade de 0.13294420 e uma inclinação de 5.36687º.
Este asteroide foi descoberto no dia 19 de agosto de 1996 por Klet em Kleť.